# Villaines-en-Duesmois
 Villaines-en-Duesmois  là một xã thuộc tỉnh Côte-d’Or trong vùng Bourgogne miền đông nước Pháp.